# Agencia Judía para la Tierra de Israel
La Agencia Judía para la Tierra de Israel (en hebreo: הסוכנות היהודית לארץ ישראל) (transliterado: HaSojnut HaYehudit LeEretz Israel) es una organización gubernamental judeo-sionista creada en 1923 con el objetivo de ejercer como representante de la comunidad judía durante el Mandato británico de Palestina. Recibió reconocimiento oficial en 1929. A partir de la década de 1930 se convirtió en el gobierno de facto de la población judía, cuyos líderes eran elegidos por todos los judíos del mandato. Fue la matriz del futuro gobierno israelí proclamado en 1948. Desde 1948, la Agencia Judía afirma que ha facilitado la llegada de 3 millones de inmigrantes a Israel.
Tras la proclamación del Estado de Israel, pasó a denominarse Agencia Judía para la Tierra de Israel y se convirtió en un órgano gubernamental encargado de la inmigración judía hacia Israel (aliyá). Su función es la de facilitar el desarrollo económico, la integración y la absorción de los inmigrantes. También brinda ayuda económica y cultural a movimientos judíos del mundo. Actualmente continúa existiendo.